# Bulbophyllum neoguineense
Bulbophyllum neoguineense är en orkidéart som beskrevs av Johannes Jacobus Smith. Bulbophyllum neoguineense ingår i släktet Bulbophyllum och familjen orkidéer. Inga underarter finns listade i Catalogue of Life.